# Malpartida
Malpartida település Spanyolországban, Salamanca tartományban.  Lakosainak száma 80 fő (2024).

## Népesség
A település népessége az elmúlt években az alábbi módon változott:
| Lakosok száma | 151  | 139  | 120  | 113  | 108  | 101  | 101  | 98   | 90   | 80   |
|               | 2001 | 2004 | 2007 | 2009 | 2012 | 2014 | 2017 | 2019 | 2022 | 2024 |